# Christian von der Recke
Christian Freiherr von der Recke (* 27. April 1960 in Köln) ist ein Trainer im deutschen Galoppsport.

## Leben
Von der Recke machte eine Lehre zum Pferdewirt mit Schwerpunkt Zucht und Haltung auf dem Gestüt Röttgen, welches er 1979 erfolgreich abschloss. Zwei Jahre später machte er sie Besitzertrainerprüfung. Von 1981 bis 1982 arbeitet er als Assistenztrainer bei Trainer Sven von Mitzlaff. Es folgten Assistenztrainerstellen in England und Irland. 1984 erfolgte die Prüfung als Pferdewirtschaftsmeister mit dem Teilbereich Galoppertraining und er kehrte zu von Mitzlaff als Assistenztrainer zurück. 1987 startete er als Start als Trainer in Isselburg. Zehn Jahre später wechselte er auf die Trainingsanlage in Weilerswist.

## Erfolge
Sein erstes Grupperennen gelang ihn 2003 auf der Kölner Galopprennbahn durch Scapalo bei der Otto Wolff-Meile. 2005 folgte der erste Erster Gruppe 1-Sieg durch Rosenbrief im Gran Premio Merano auf dem Pferderennplatz in Meran. In seiner Karriere gewann er mit seinen Pferden mehr als 2000 Siege auf den nationalen und internationalen Galopprennbahnen.
Von der Recke gewann von 2007 bis 2010 das Deutsche Trainer-Championat, sowie mehr als ein Dutzend Mal das Trainer-Championat bei Hindernisrennen.